# Python Anghelo
Python Vladimir Anghelo (1954 - 9 de abril de 2014) fue un artista gráfico más conocido por su trabajo en los videojuegos y máquinas de pinball. Anghelo nació en Transilvania, Rumania, y se mudó a Estados Unidos cuando tenía 17 años.
Después de estudiar arte y animación en Rumanía y los EE. UU., trabajó como animador para Disney hasta 1979. Luego se mudó a Williams Electronics para crear el arte para Joust, teniendo una reducción salarial del 50% en el proceso porque creía que los videojuegos tenían más potencial que la animación tradicional.
Él continuó trabajando para Williams (y más tarde, Midway Games después de que se fusionaron con Williams) durante 15 años hasta 1994, cuando su proyecto más ambicioso, The Pinball Circus, fue dejado de lado.
En 1994 se fue de Williams a Capcom y diseñó un juego para ellos, titulado Flipper Football. Él estaba en el proceso de diseño de su segundo juego de Capcom, un juego de pinball erótico titulado Zingy Bingy, cuando Capcom cerró su división de pinball.
Muchos recaudadores de fondos se pusieron en marcha para ayudarle con los gastos médicos de su batalla contra el cáncer.
Anghelo murió el 9 de abril de 2014.

## Proyectos de Pinball
- Comet (1985, arte)
- High Speed (1986, arte del backglass)
- Grand Lizard (1986, diseño y arte)
- Pin*Bot (1986, concepto, diseño y arte)
- Big Guns (1987, diseño y arte)
- Cyclone (1988, arte)
- Taxi (1988, diseño y arte)
- Jokerz! (1988, design)
- Police Force (1989, arte)
- Bad Cats (1989, arte)
- Bugs Bunny's Birthday Ball (1991, concepto y arte)
- The Machine: Bride of Pin*Bot (1991, concepto, diseño y arte)
- Fish Tales (1992, concepto)
- Popeye Saves the Earth (1994, concepto, diseño y arte)
- The Pinball Circus (1994, diseño)
- Flipper Football (1996, diseño)[3]

## Proyectos de videojuegos (incompleto)
- Joust
- Bubbles
- Sinistar (grabador de sonido)[4]
- Star Rider (1983, concepto, diseño y arte)